# Tamblang
Tamblang is een bestuurslaag in het regentschap Buleleng van de provincie Bali, Indonesië. Tamblang telt 5851 inwoners (volkstelling 2010).